# Dolno Ǵuǵance
Dolno Ǵuǵance (makedonska: Долно Ѓуѓанце) ären ort i Nordmakedonien. Den ligger i kommunen Sveti Nikole, i den centrala delen av landet, 40 kilometer öster om huvudstaden Skopje. Dolno Ǵuǵance ligger 430 meter över havet och antalet invånare är 377.